# Rätische Schrift

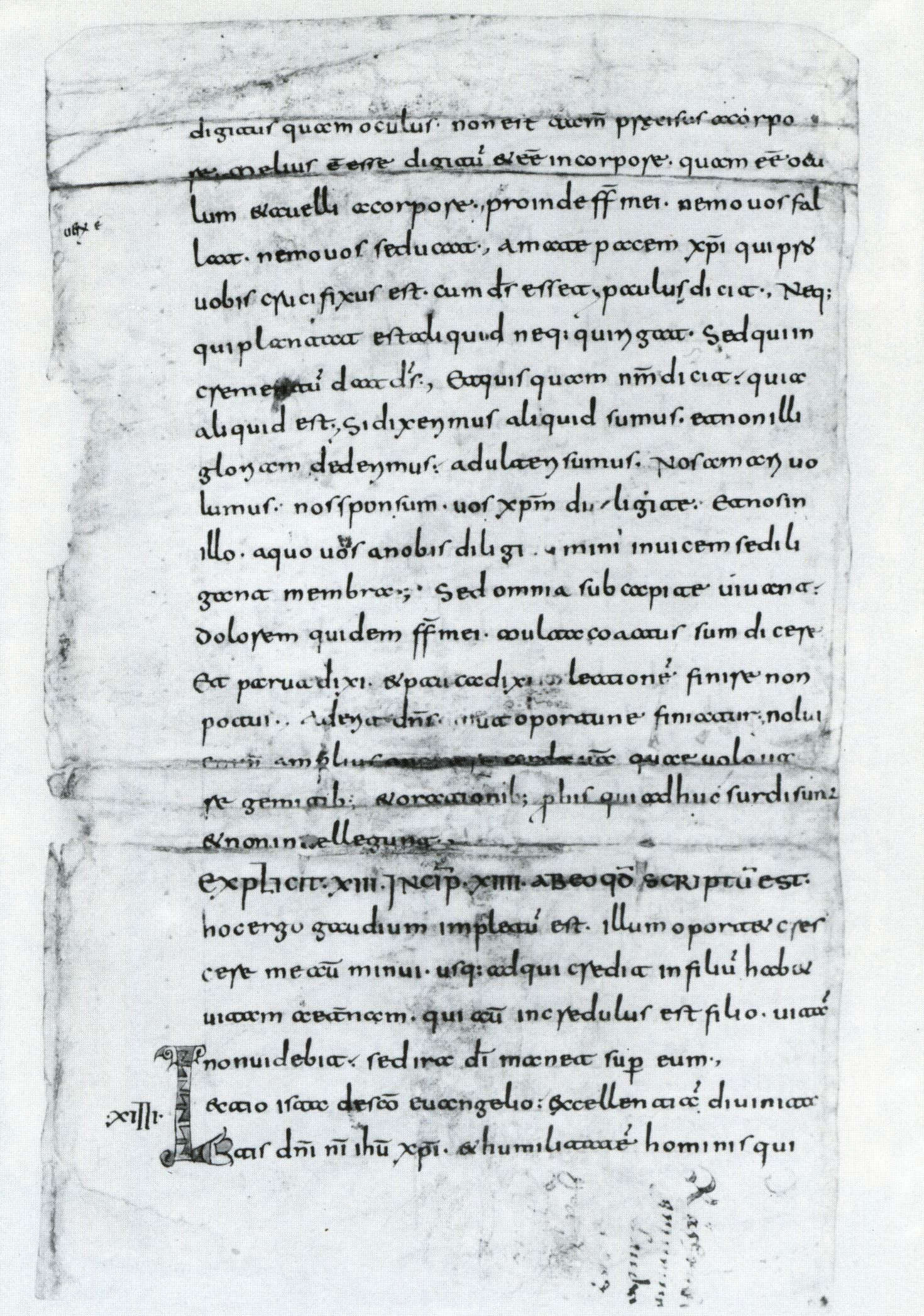
Rätische Schrift in einem um 800 wohl in Chur geschriebenen Codex (Augustinus, In Iohannem tractatus). Chur, Staatsarchiv Graubünden A I 2b/Nr. 1

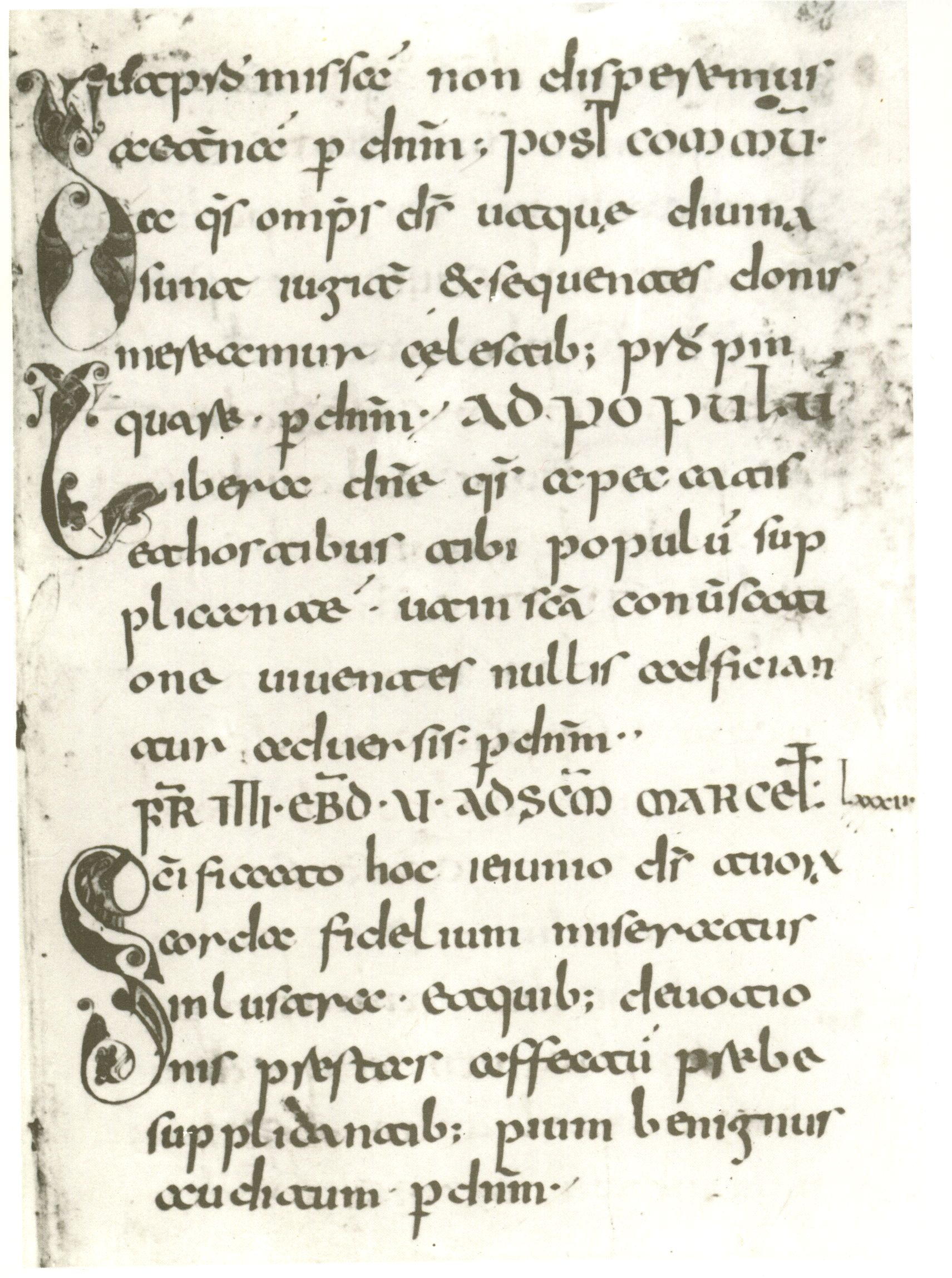
Rätische Schrift in einem Sakramentar des 8./9. Jahrhunderts. St. Gallen, Stiftsbibliothek, Codex 350, fol. 3r

Die rätische Schrift, auch rätische Minuskel genannt, ist eine frühmittelalterliche Minuskelschrift, die als Regionalschrift in der zweiten Hälfte des 8. Jahrhunderts und in den ersten Jahrzehnten des 9. Jahrhunderts in Churrätien verwendet wurde. Sie ähnelt der karolingischen Minuskel.
Die rätische Schrift gehört zu der Schriftengruppe, die als „vorkarolingische Minuskel“ (praecarolina) bezeichnet wird. Sie gilt als Fortentwicklung der oberitalienischen Minuskel. Ab dem späten 8. Jahrhundert wurde sie als Buchschrift verwendet. Schon wenige Jahrzehnte später wurde sie von der karolingischen Minuskel verdrängt. Ihr Verbreitungsgebiet schloss sich südlich an das der alemannischen Minuskel an. Sein Zentrum war das bischöfliche Skriptorium von Chur. Dort wurde die rätische Schrift unter Bischof Remedius von Chur gepflegt. Ein für ihn um 800 geschriebenes Sakramentar gilt als Höhepunkt der rätischen Schriftkunst.
Die Bezeichnung „rätische Schrift“ wurde 1898 von Ludwig Traube eingeführt. Einen großen Beitrag zur Erforschung des rätischen Regionalstils leistete Albert Bruckner, der zwischen einer älteren und einer jüngeren rätischen Schrift unterschied. Diese Unterscheidung wird allerdings von der neueren Forschung nicht akzeptiert, da es sich bei der vermeintlichen älteren Variante um die Schrift einer oberitalienischen Handschriftengruppe handle (so Bernhard Bischoff und Pascal Ladner).
Die rätische Schrift ist gerade aufgerichtet, rund und eher hoch als breit. Sie zeigt eine betonte Brechung. Das Schriftbild ist schlicht. Auffällig ist das t mit geteiltem Deckbalken, der links oft so weit herabgebogen ist, dass er den Schaft berührt und eine Öse bildet. Häufig ist ein a, das aus zwei aufeinanderfolgenden runden c gebildet wird („cc-a“). Ligaturen sind relativ selten, aber häufiger als in der karolingischen Minuskel.